# Rebecca Fiorese
Rebecca Fiorese (Milano, 4 settembre 1980) è una hockeista su ghiaccio italiana, di ruolo difensore.
A livello di club ha vinto lo scudetto per due volte con la maglia delle EV Bozen Eagles (2009-2010 e 2010-2011).
Ha a lungo vestito anche la maglia dell'Italia, con cui ha preso parte a sei edizioni dei mondiali di seconda divisione, un'edizione delle qualificazioni ai mondiali di prima divisione e ai giochi olimpici invernali di Torino 2006.